# 阿德南·毛拉纳
阿德南·毛拉纳（1999年10月23日—），印尼男子羽毛球運動員。

## 簡歷
2018年10月，阿德南·毛拉纳出戰新加坡羽毛球國際系列賽，與玛西塔·穆罕默丁合作拿得混合雙打比賽亞軍。

## 主要比賽成績
只列出曾進入準決賽的國際賽事成績：
| 年份   | 賽事                     | 公開賽級別 | 項目     | 搭檔                       | 成績   |
| ------ | ------------------------ | ---------- | -------- | -------------------------- | ------ |
| 2018年 | 印尼羽毛球國際系列賽     | 國際系列賽 | 男子雙打 | 费迪安·马哈迪卡·拉尼阿尔迪 | 準決賽 |
| 2018年 | 新加坡羽毛球國際系列賽   | 國際系列賽 | 混合雙打 | 玛西塔·穆罕默丁            | 亞軍   |
| 2018年 | 印尼羽毛球國際挑戰賽     | 國際挑戰賽 | 混合雙打 | 谢拉·德维·奥莉亚           | 亞軍   |
| 2019年 | 伊朗羽毛球國際挑戰賽     | 國際挑戰賽 | 男子雙打 | 吉法里·阿南达法·普里哈迪卡 | 冠軍   |
| 2019年 | 大阪羽毛球國際挑戰賽     | 國際挑戰賽 | 混合雙打 | 米歇尔·克里斯廷·班达索     | 準決賽 |
| 2019年 | 越南羽毛球國際挑戰賽     | 國際挑戰賽 | 男子雙打 | 吉法里·阿南达法·普里哈迪卡 | 準決賽 |
| 2019年 | 俄羅斯羽毛球公開賽       | 超級100賽  | 混合雙打 | 米歇尔·克里斯廷·班达索     | 冠軍   |
| 2019年 | 海得拉巴羽毛球公開賽     | 超級100賽  | 混合雙打 | 米歇尔·克里斯廷·班达索     | 亞軍   |
| 2019年 | 印尼瑪琅市長羽毛球大師賽 | 超級100賽  | 混合雙打 | 米歇尔·克里斯廷·班达索     | 亞軍   |
| 2022年 | 東南亞運動會羽毛球比賽   | 其他       | 男子團體 | －                         | 銅牌   |
| 2022年 | 東南亞運動會羽毛球比賽   | 其他       | 混合雙打 | 米歇尔·克里斯廷·班达索     | 銅牌   |
| 2022年 | 印尼羽毛球國際挑戰賽     | 國際挑戰賽 | 混合雙打 | 英达·察亚·萨里·贾米尔      | 亞軍   |
| 2023年 | 伊朗羽毛球國際挑戰賽     | 國際挑戰賽 | 混合雙打 | 妮塔·维奥莉娜·马瓦尔       | 準決賽 |
| 2023年 | 泰國羽毛球國際挑戰賽     | 國際挑戰賽 | 混合雙打 | 妮塔·维奥莉娜·马瓦尔       | 亞軍   |
| 2023年 | 奧爾良羽毛球大師賽       | 超級300賽  | 混合雙打 | 妮塔·维奥莉娜·马瓦尔       | 準決賽 |
| 2023年 | 奧迪沙羽毛球大師賽       | 超級100賽  | 混合雙打 | 妮塔·维奥莉娜·马瓦尔       | 準決賽 |
| 2024年 | 印尼羽毛球國際挑戰賽     | 國際挑戰賽 | 混合雙打 | 英达·察亚·萨里·贾米尔      | 亞軍   |
| 2024年 | 印尼北干巴魯羽毛球大師賽 | 超級100賽  | 混合雙打 | 英达·察亚·萨里·贾米尔      | 亞軍   |
| 2024年 | 越南羽毛球公開賽         | 超級100賽  | 混合雙打 | 英達·察亞·薩里·賈米爾      | 冠軍   |
| 2024年 | 馬來西亞羽毛球國際挑戰賽 | 國際挑戰賽 | 混合雙打 | 英達·察亞·薩里·賈米爾      | 亞軍   |

| 2018-2026年 | 總決賽 | 超級1000賽 | 超級750賽 | 超級500賽 | 超級300賽 | 超級100賽 | 國際挑戰賽 | 國際系列賽 | 未來系列賽 | 其他 |